# EternalBlue
EternalBlue – exploit opracowany przez amerykańską agencję bezpieczeństwa (National Security Agency). Został on upubliczniony przez grupę hakerów zwaną The Shadow Brokers (TSB) 15 kwietnia 2017, miesiąc po opublikowaniu do niej łatek przez Microsoft. Udostępniła ona publicznie luki, które były ukierunkowane na zapory korporacyjne, oprogramowanie antywirusowe i produkty Microsoft. EternalBlue zostało użyte przez ransomware WannaCry do infekcji komputerów.
EternalBlue wykorzystał lukę w protokole Microsoft Server Message Block 1.0 (SMBv1), i dzięki niej uzyskiwał dostęp do zdalnego wykonania dostarczonego kodu na komputerze ofiary (użycie Double Pulsar, czyli tak zwanego backdoor). DoublePulsar zapewnił cyberprzestępcom wysoką kontrolę nad systemem komputerowym. Backdoor używa trzech poleceń: ping, kill i exec.